# Interocrea insignis
Interocrea insignis är en insektsart som först beskrevs av Victor Lallemand och Synave 1955.  Interocrea insignis ingår i släktet Interocrea och familjen spottstritar. Inga underarter finns listade i Catalogue of Life.